# Lichtenau (Bavière)
Pour les articles homonymes, voir Lichtenau.
Lichtenau est une commune (Markt) allemande, située en Bavière, dans l'arrondissement d'Ansbach et le district de Moyenne-Franconie.

## Géographie

Situation de Lichtenau dans l'arrondissement d'Ansbach

Lichtenau est située sur la Rezat franconienne (Fränkische Rezat), à 10 km au sud-est d'Ansbach.
Communes limitrophes (en commençant par le nord et dans le sens des aiguilles d'une montre) : Petersaurach, Neuendettelsau, Windsbach, Wolframs-Eschenbach, Merkendorf, Weidenbach, Ansbach et Sachsen bei Ansbach.
La commune, composée de 25 quartiers, hameaux et villages a incorporé successivement les communes de Herpersdorf, Rotzenwinden, Unterrottmannsdorf, Wattenbach en 1972 dans son territoire actuel.

## Histoire
La première mention écrite de la ville date de 1246. Elle a appartenu à la Ville Libre de Nuremberg de 1406 à 1806, date à laquelle elle a rejoint le royaume de Bavière.

## Démographie
Marché de Lichtenau seul :
| 1910  | 1933  | 1939  |
| ----- | ----- | ----- |
| 1 379 | 1 000 | 1 009 |

Marché de Lichtenau dans ses limites actuelles :
| 1910  | 1933  | 1939  | 1950  | 1961  | 1970  | 1979  | 2004  | 2009  |
| ----- | ----- | ----- | ----- | ----- | ----- | ----- | ----- | ----- |
| 3 077 | 2 536 | 2 545 | 3 797 | 3 136 | 3 264 | 3 443 | 3 799 | 3 764 |

## Monuments

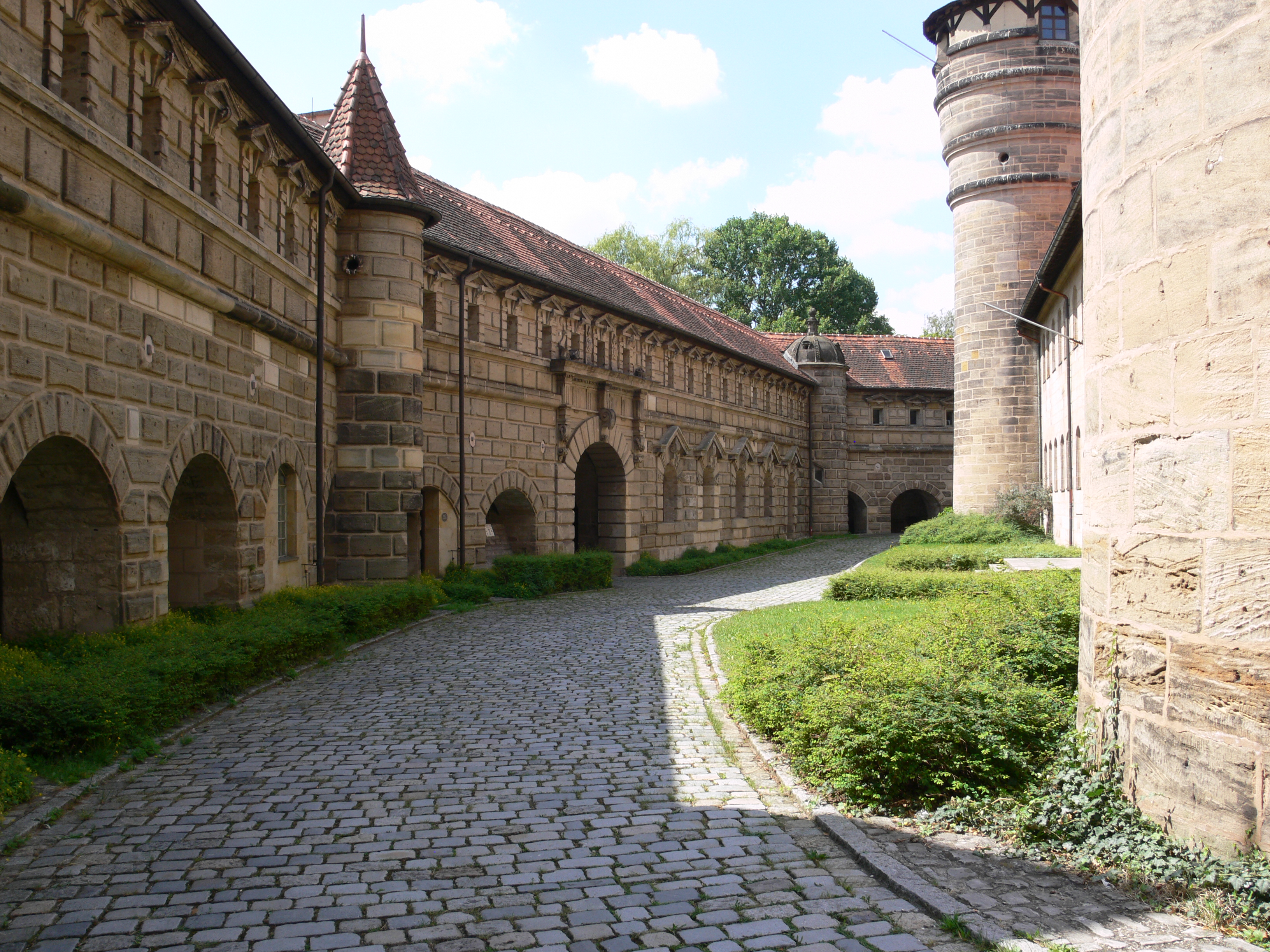
La forteresse de Lichtenau

La forteresse de Lichtenau (Festung Lichtenau), transformée au XVIIe siècle, était à l'origine un château-fort du XVe siècle.